# اداپانکولام
اداپانکولام (به لاتین: Adappankulam) در سری‌لانکا است که در استان شمالی (سری‌لانکا) واقع شده‌است.